# Børnehaveklasse
I Danmark er børnehaveklassen (ofte kaldet 0. klasse) det forberedende skoleår, hvor børn typisk er omkring seks år gamle. Der er ingen lærer i en børnehaveklasse, men klassen ledes af en børnehaveklasseleder, typisk med støtte af en pædagog, der er pædagoguddannet. Formålet er, at barnet gradvist skal lære, hvad det vil sige at gå i skole. Ifølge Undervisningsministeriet er det “et forberedende år, hvor barnet skal lære, hvad det vil sige at gå i skole”.
Undervisningen i børnehaveklassen er ikke struktureret på samme måde som i andre klassetrin. En del af undervisningstiden går med leg og kreative udfoldelser. Børnehaveklasser har eksisteret siden 1962. Siden 1980 har danske folkeskoler haft pligt til at tilbyde eleverne børnehaveklasseundervisning, og fra august 2009 er børnehaveklassen blevet en del af undervisningspligten, der dermed udvides fra ni til 10 år.
Med denne skolestartsalder ligger Danmark på linje med de fleste OECD-lande.

## Historie
Børnehaveklasser har eksisteret i Danmark siden 1962, hvor de blev indført som et frivilligt overgangstilbud til de yngste skoleelever. I 1980 blev der indført en lovbestemt pligt for alle folkeskoler til at tilbyde børnehaveklasseundervisning. I forbindelse med folkeskolereformen blev skolepligten i august 2009 udvidet fra ni til ti år, så børnehaveklassen fra 2009 blev obligatorisk.
Ifølge Folkeskoleloven kaldes skolestarten i praksis “børnehaveklasse”, selv om betegnelsen “0. klasse” også er almindeligt brugt i daglig tale. Flere kommuner – fx Københavns Kommune – har besluttet konsekvent at bruge betegnelsen børnehaveklasse i stedet for 0. klasse. 

## Internationalt
Lignende overgangsklasser findes i flere andre lande. I Finland er ét års førskoleundervisning (esiopetus) obligatorisk for alle seksårige, inden de starter i 1. klasse som syvårige. I Sverige har man hidtil haft en “förskoleklass” for seksårige, men regeringen har vedtaget at indføre en sammenhængende 10-årig grundskole fra 2028, hvor førskoleklassen afskaffes og erstattes af en ny 1. klasse i folkeskolen.
Generelt starter børn i de nordiske lande omkring det samme alderstrin som i Danmark, hvilket placerer Danmark på linje med de fleste OECD lande, når det gælder skolestartsalderen.

## Lovgivning og skolestart
Undervisningspligten betyder, at alle børn i Danmark skal modtage skoleundervisning i ti år. Børnehaveklassen er det første år af forløbet. Et barn optages normalt i børnehaveklassen den 1. august det år, det fylder seks. 
Skolelederen kan i samråd med forældrene beslutte, at et barn kan starte året før (fra fire år og ti måneders alder) eller udsætte skolestarten med et år, hvis det skønnes bedst for barnets udvikling.
Undervisningstiden i børnehaveklassen er fastsat af loven; børnene modtager årligt ca. 1.110 timers skolegang (ca. 27,8 timer ugentligt). Mindst 600 af disse timer skal anvendes på de seks fastlagte kompetenceområder:
- Sprog
- Matematisk opmærksomhed
- Naturfaglige fænomener
- Kreative og musiske udtryksformer
- Krop og bevægelse
- Engagement og fællesskab.

De obligatoriske emner (for hele grundskolen) er:
- Færdselslære
- Uddannelse og job
- Sundheds- og seksualundervisning og familiekundskab.

Timetallet ligger samlet set i tråd med kravet om minimum 1.200 klokketimers undervisning årligt i skoleårene 0.–3.

## Pædagogik og kompetenceområder
I børnehaveklassen er undervisningen indrettet som et brobyggerår mellem dagtilbuddenes legende verden og den mere strukturerede skoleundervisning i 1. klasse. Børnene møder skolens daglige rutiner på en tryg måde. Undervisningen foregår overvejende gennem leg, aktiviteter og sociale læringssituationer, så børnene gradvist vænner sig til skolens struktur.
Målet er, at børnehaveklasseeleverne udvikler både faglige, sociale og personlige kompetencer ved at arbejde med det dagligdags skolestof på et niveau, der passer til deres alder.

### Sprogvurdering
Et centralt element i børnehaveklassen er den obligatoriske sprogvurdering ved skolestart. Ifølge loven skal alle børn i starten af børnehaveklassen screenes for eventuelle sproglige udfordringer. Dette har været obligatorisk siden 1. august 2009, da undervisningspligten blev udvidet til ti år.
Formålet er at identificere børn med behov for ekstra sprogstøtte tidligt, så de kan få hjælp til at udvikle deres tale- og skriftsproglige færdigheder.